# Aulonothroscus schwarzi
Aulonothroscus schwarzi är en skalbaggsart som beskrevs av Blanchard 1917. Aulonothroscus schwarzi ingår i släktet Aulonothroscus och familjen småknäppare. Inga underarter finns listade i Catalogue of Life.